# Kud Wafter
Kud Wafter (クドわふたー Kudo Wafutā?) es una novela visual japonesa para adultos desarrollada por Key, lanzada el 25 de junio de 2010 para Windows. Key lanzó posteriormente una versión sin el contenido erótico, y el juego fue trasladado a PlayStation Portable y PlayStation Vita. Kud Wafter es el octavo juego del estudio, junto con otros títulos como Kanon, Air y Clannad. La historia sigue la vida de los estudiantes de secundaria Riki Naoe y su amiga cercana Kudryavka Noumi cuando comienzan a verse más en una relación romántica. La jugabilidad en Kud Wafter  sigue una línea de trama ramificada que ofrece escenarios predeterminados con cursos de interacción y se centra en el atractivo del personaje principal Kudryavka, también conocida como «Kud» (クド Kudo?) para abreviar.
El juego es un spin-off del título anterior de Key Little Busters! clasificado para todas las edades y su versión para adultos ampliada Little Busters! Ecstasy. Kudryavka aparece como heroína en Little Busters! y Ecstasy. Kud Wafter  es una expansión de la historia de Kudryavka después de los eventos de Ecstasy y fue escrita por Chika Shirokiri. Na-Ga y Itaru Hinoue regresaron como codirectores de arte. El juego se clasificó como el juego de PC más vendido vendido en Japón para el momento de su lanzamiento. Una adaptación al manga ilustrada por Bakutendō fue serializada en la revista Dengeki G's Magazine de ASCII Media Works entre mayo de 2010 y febrero de 2014 y una película de anime de 40 minutos producida por J.C.Staff se estrenará en septiembre de 2020.

## Jugabilidad
Kud Wafter es una novela visual romántica en la que el jugador asume el papel de Riki Naoe. Gran parte de su jugabilidad se gasta en leer la narrativa y el diálogo de la historia. Kud Wafter sigue una línea de trazado ramificada con múltiples finales, dependiendo de las decisiones que tome el jugador durante el juego, la trama progresará en una dirección específica. A lo largo del juego, el jugador tiene múltiples opciones para elegir y la progresión de texto se detiene en estos puntos hasta que se haga una elección. Para ver todas las líneas de la trama en su totalidad, el jugador tendrá que volver a jugar el juego varias veces y tomar diferentes decisiones para llevar la trama en una dirección alternativa. A lo largo del juego hay escenas CG sexuales que muestran a Riki y Kudryavka teniendo sexo. Key lanzó una versión del juego sin el contenido erótico.

## Desarrollo y lanzamiento
Después del lanzamiento de Little Busters! Ecstasy en 2008, Key decidió producir un spin-off de ese juego centrado en la heroína Kudryavka Noumi. La planificación del proyecto fue encabezada por Kai, quien regresó a Key después de haber contribuido por última vez al escenario de Clannad lanzado en 2004. Chika Shirokiri regresó después de su trabajo en Little Busters!, en el que escribió el escenario para Kudryavka. Los artistas Na-Ga y Itaru Hinoue fueron los directores de arte y diseñadores de personajes, quienes trabajaron previamente para Key en Little Busters!. Jun'ichi Shimizu compuso la música del juego y fue supervisado por Jun Maeda.
Kud Wafter fue lanzado en Japón el 25 de junio de 2010 en una versión de edición limitada para Windows como DVD. Como beneficio adicional, vino incluido con la banda sonora original de la novela visual y una demostración del noveno juego de Key Rewrite. Takahiro Baba, el presidente de VisualArt's, el editor de Kud Wafter, anunció a través de su cuenta de Twitter en abril de 2010 que se producirían 100,000 copias de Kud Wafter en su lanzamiento inicial. Para anunciar el juego, Good Smile Racing tomó el Honda Fit 2003 de Shinji Orito y lo convirtió en un itasha (un automóvil con ilustraciones de personajes de estilo anime) con imágenes de Kudryavka. El automóvil fue conducido y exhibido en todo Japón entre el 19 de abril y el 26 de junio de 2010. El automóvil fue puesto en el sitio web de subastas de Yahoo! el 25 de junio de 2010 y vendido por 1,699,000 yenes después de comenzar la subasta a 1 yen.
El 31 de enero de 2013 se lanzó una versión para adultos que se puede reproducir en dispositivos Android. Una versión totalmente reproducible como Blu-ray fue lanzada el 29 de marzo de 2013 por Asoberu! BD-Game, una marca de VisualArt's. Prototype lanzó un puerto de PlayStation Portable (PSP) del juego titulado Kud Wafter Converted Edition el 9 de mayo de 2013, que contiene eventos y visuales adicionales. Key lanzó una versión para Windows para todas las edades el 28 de junio de 2013, que contiene el contenido adicional de la versión de PSP. Prototype lanzó una versión de Kud Wafter Converted Edition para PlayStation Vita (PS Vita) el 19 de diciembre de 2013.